# رباطي شاهزادة
رباطي شاهزادة (بالفارسية: رباطی شاهزاده) هي قرية تقع في قسم طاغنكوة الشمالي الريفي في إيران. يقدر عدد سكانها بـ 371 نسمة بحسب إحصاء 2016.